# Ярошовець
Ярошовець (пол. Jaroszowiec) — село в Польщі, у гміні Ключе Олькуського повіту Малопольського воєводства.
Населення — 1371 особа (2011).
У 1975-1998 роках село належало до Катовицького воєводства.

## Демографія
Демографічна структура станом на 31 березня 2011 року:
|          | Загалом | Допрацездатний вік | Працездатний вік | Постпрацездатний вік |
| -------- | ------- | ------------------ | ---------------- | -------------------- |
| Чоловіки | 687     | 133                | 435              | 119                  |
| Жінки    | 684     | 105                | 366              | 213                  |
| Разом    | 1371    | 238                | 801              | 332                  |